# Massachusetts
Pour l’article homonyme, voir (4547) Massachusetts.
Le Massachusetts (/ma.sa.ʃu.sɛts/ ; en anglais : /ˌmæ.səˈt͡ʃu.sɪts/ ), officiellement le Commonwealth du Massachusetts, est un État des États-Unis qui fait partie de la région de la Nouvelle-Angleterre, au nord-est des États-Unis. Le Massachusetts partage ses frontières avec le New Hampshire et le Vermont au nord, l'État de New York à l'ouest, le Connecticut et le Rhode Island au sud, et l'océan Atlantique à l'est. La capitale et la métropole de l’État est Boston.
Il s'agit de l'un des quatre États des États-Unis à porter le titre de Commonwealth.
Le Massachusetts est le septième État le plus petit des États-Unis, tandis qu'il est le seizième État le plus peuplé du pays. Depuis longtemps, le Massachusetts est un centre important de commerce, d'enseignement supérieur et de militantisme politique. Au XXIe siècle, son activité économique repose principalement sur le secteur financier, la production, l'informatique, l'énergie renouvelable et la recherche scientifique.

## Origine du nom
Le nom de Massachusetts vient du nom d'une tribu algonquienne, les Massachusetts. Celui-ci a été traduit comme « à la grande colline », « au lieu des grandes collines » ou encore « à la chaîne de colline » en référence aux Blue Hills (en) et, en particulier, à la Great Blue Hill (en).

## Histoire

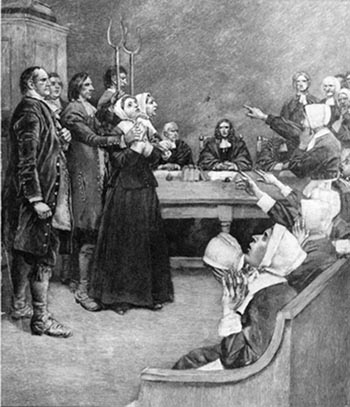
La ville de Salem au Massachusetts est témoin d'une chasse aux sorcières en 1692.

La colonie fut ainsi nommée en souvenir d'une tribu amérindienne du pays, les Massachusetts, dont le nom signifiait « un endroit d'une grande colline ». Les Pères pèlerins, arrivés à bord du Mayflower, établirent leur implantation à Plymouth en 1620. Ils furent vite suivis par les puritains, qui établirent la colonie de la Baie de Massachusetts. Le Massachusetts était une des treize colonies qui se révoltèrent contre les Britanniques lors de la révolution américaine.
John Eliot, pasteur presbytérien au Massachusetts entreprend d'évangéliser les Amérindiens à partir de 1641. Il apprend leur langue et commence à prêcher. Il regroupe les convertis dans des villages de prière et traduit la Bible en mohican et en algonquin ; il fonde des écoles, parmi lesquelles un collège indien au sein de l'université Harvard, il forme des instituteurs indigènes. Mais ses efforts sont vite ruinés par les luttes entre colons et Indiens, et du vivant même d'Eliot, il ne reste plus un seul Mohican pour lire la Bible traduite.
C'est dans le Massachusetts du XVIIe siècle que se déroula une chasse aux sorcières dans la ville de Salem en 1692 : une vingtaine d'individus furent ensuite exécutés pour sorcellerie.
Au XVIIIe siècle, le Massachusetts est considéré comme étant une « colonie biblique » en raison du nombre d'affaires traitées par les tribunaux sur l'accusation d’adultère ou de blasphème.
En 1780, les financiers et les armateurs de Boston se servent de la Constitution de l’État pour réserver le droit de vote aux seuls propriétaires. Contrôlant la législature, ils lèvent diverses taxes destinées au remboursement des dettes de la guerre contre la Grande-Bretagne et diligentent des poursuites contre les cultivateurs, pour beaucoup ruinés, à l'ouest du Massachusetts. En réaction, 2 000 fermiers lourdement endettés, dont beaucoup d'anciens miliciens, prennent les armes et se révoltent. La révolte de Shays se poursuit pendant six mois mais les rebelles sont tués pour la plupart en février 1787.
Un nouvel État anti-esclavagiste, le Maine, est détaché du Massachusetts, dont il constituait une exclave, pour faire contrepoids au Missouri, qui est accepté comme État esclavagiste, lors du compromis du Missouri.
Le Massachusetts joue un rôle important lors des événements nationaux avant et pendant la guerre de Sécession. Le Massachusetts domine le mouvement naissant de l'anti-esclavagisme pendant les années 1830, motivant les militants à travers le pays. Ceci, à terme, augmente la fragmentation entre le Nord et le Sud, l'un des facteurs qui conduit à la guerre.
Une fois que les hostilités commencent, le Massachusetts soutient l'effort de guerre, à maints égards. En termes de matériel de guerre, le Massachusetts, en tant que principal centre industriel et de manufacture, est prêt pour devenir l'un des principaux producteurs de munitions et de fournitures. La source la plus importante d'armement dans le Massachusetts est la manufacture d'armes de Springfield.

## Géographie
Le Massachusetts est situé dans le nord-est des États-Unis, bordé à l'ouest par l'État de New York, au nord par l'État de Vermont et l'État de New Hampshire, à l'est par l'océan Atlantique et au sud par les États de Connecticut et de Rhode Island. Les îles de Martha's Vineyard et Nantucket se trouvent au large de la côte sud-est.

### Géographie physique
L'État recèle de nombreux paysages uniques : de la côte atlantique avec les plages et les endroits touristiques du cap Cod, aux monts Berkshire à l'ouest et à la Vallée pionnière (en), où coule le fleuve Connecticut, au centre. La majorité de la population habite sur la côte autour de Boston et des villes industrielles. Au centre et à l'ouest du Massachusetts, de nombreuses fermes produisent fruits, tomates et maïs.
Outre le fleuve Connecticut, les principaux cours d'eau du Massachusetts sont le Housatonic, la Westfield, la Nashua, le Concord et le Merrimack.

### Régions
Le Massachusetts peut être divisé en plusieurs régions géographiques, parmi lesquelles :
- le Grand Boston (Greater Boston) ;
- le Nord de Boston et la vallée du Merrimack (North of Boston and Merrimack Valley) ;
- le Sud de Boston (South of Boston) ;
- le Cap Cod et les îles (Cape Cod and the Islands) ;
- le Massachusetts central (Central Massachusetts) ;
- le Massachusetts occidental (Western Massachusetts).

## Subdivisions administratives

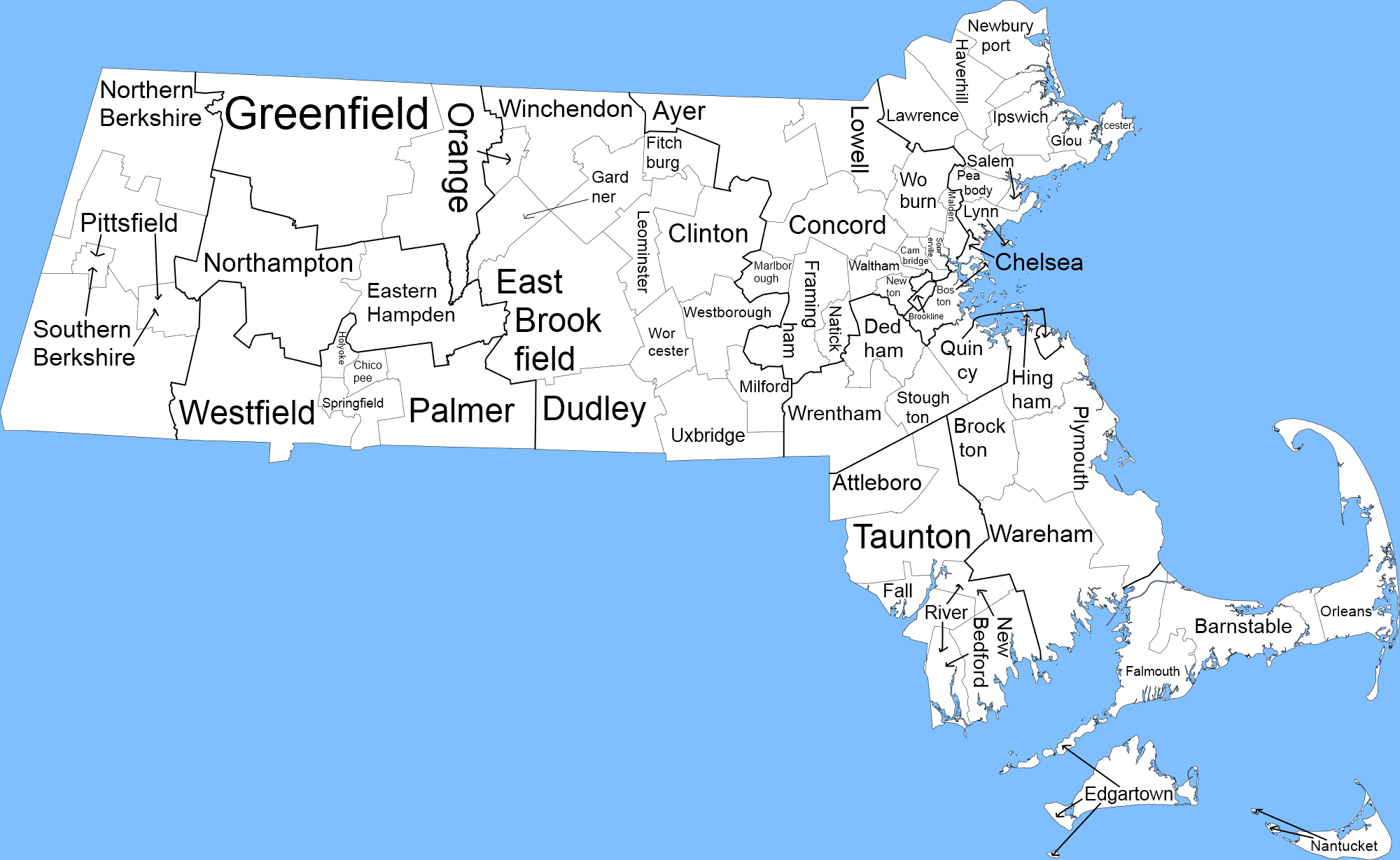
Subdivisions du Massachusetts

### Comtés
L'État du Massachusetts est divisé en 14 comtés.

### Agglomérations
L'État est en partie intégré au BosWash, une mégalopole s'étendant sur plusieurs États du Nord-Est des États-Unis entre Boston et Washington.

#### Aires métropolitaines et micropolitaines
Le Bureau de la gestion et du budget a défini six aires métropolitaines et deux aires micropolitaines dans ou en partie dans l'État du Massachusetts.
| Zone urbaine                   | Population (2010)     | Population (2013)     | Variation (2010-2013) | Rang national (2013) |
| ------------------------------ | --------------------- | --------------------- | --------------------- | -------------------- |
| Boston-Cambridge-Newton, MA-NH | 4 134 036 (4 552 402) | 4 260 572 (4 684 299) | 3,1 % (2,9 %)         | (10)                 |
| Worcester, MA-CT               | 798 552 (916 980)     | 809 106 (926 710)     | 1,3 % (1,1 %)         | (58)                 |
| Springfield, MA                | 621 570               | 626 915               | 0,9 %                 | 86                   |
| Providence-Warwick, RI-MA      | 548 285 (1 600 852)   | 552 780 (1 604 291)   | 0,8 % (0,2 %)         | (38)                 |
| Barnstable Town, MA            | 215 888               | 214 990               | -0,4 %                | 202                  |
| Pittsfield, MA                 | 131 219               | 129 585               | -1,3 %                | 303                  |

| Zone urbaine        | Population (2010) | Population (2013) | Variation (2010-2013) | Rang national (2013) |
| ------------------- | ----------------- | ----------------- | --------------------- | -------------------- |
| Greenfield Town, MA | 71 372            | 71 221            | -0,2 %                | 94                   |
| Vineyard Haven, MA  | 16 535            | 17 256            | 4,4 %                 | 523                  |

En 2010, 99,8 % des Massachusettais résidaient dans une zone à caractère urbain, dont 98,5 % dans une aire métropolitaine et 1,3 % dans une aire micropolitaine. L'aire métropolitaine de Boston-Cambridge-Newton regroupait à elle seule 63,1 % de la population de l'État.

#### Aires métropolitaines combinées
Le Bureau de la gestion et du budget a également défini deux aires métropolitaines combinées dans ou en partie dans l'État du Massachusetts.
| Zone urbaine                             | Population (2010)     | Population (2013)     | Variation (2010-2013) | Rang national (2013) |
| ---------------------------------------- | --------------------- | --------------------- | --------------------- | -------------------- |
| Boston-Worcester-Providence, MA-RI-NH-CT | 5 696 761 (7 893 376) | 5 837 448 (8 041 303) | 2,5 % (1,9 %)         | (6)                  |
| Springfield-Greenfield Town, MA          | 692 942               | 698 136               | 0,8 %                 | 69                   |

En 2010, l'aire métropolitaine combinée de Boston-Worcester-Providence regroupait à elle seule 87,0 % de la population de l'État.

### Municipalités
L'État du Massachusetts compte 351 municipalités, dont 25 de plus de 50 000 habitants.
| Rang | Municipalité | Type | Comté     | Population (2010) | Population (2013) | Variation (2010-2013) |
| ---- | ------------ | ---- | --------- | ----------------- | ----------------- | --------------------- |
| 1    | Boston       | City | Suffolk   | 617 594           | 645 966           | 4,6 %                 |
| 2    | Worcester    | City | Worcester | 181 045           | 182 544           | 0,8 %                 |
| 3    | Springfield  | City | Hampden   | 153 060           | 153 703           | 0,4 %                 |
| 4    | Lowell       | City | Middlesex | 106 519           | 108 861           | 2,2 %                 |
| 5    | Cambridge    | City | Middlesex | 105 162           | 107 289           | 2,0 %                 |
| 6    | New Bedford  | City | Bristol   | 95 072            | 95 078            | 0,0 %                 |
| 7    | Brockton     | City | Plymouth  | 93 810            | 94 089            | 0,3 %                 |
| 8    | Quincy       | City | Norfolk   | 92 271            | 93 494            | 1,3 %                 |
| 9    | Lynn         | City | Essex     | 90 329            | 91 589            | 1,4 %                 |
| 10   | Fall River   | City | Bristol   | 88 857            | 88 697            | -0,2 %                |
| 11   | Newton       | City | Middlesex | 85 146            | 87 971            | 3,3 %                 |
| 12   | Somerville   | City | Middlesex | 75 754            | 78 804            | 4,0 %                 |
| 13   | Lawrence     | City | Essex     | 76 377            | 77 657            | 1,7 %                 |
| 14   | Framingham   | Town | Middlesex | 68 318            | 70 441            | 3,1 %                 |
| 15   | Waltham      | City | Middlesex | 60 632            | 62 227            | 2,6 %                 |
| 16   | Haverhill    | City | Essex     | 60 879            | 62 088            | 2,0 %                 |
| 17   | Malden       | City | Middlesex | 59 450            | 60 509            | 1,8 %                 |
| 18   | Brookline    | Town | Norfolk   | 58 732            | 59 128            | 0,7 %                 |
| 19   | Plymouth     | Town | Plymouth  | 56 468            | 57 826            | 2,4 %                 |
| 20   | Medford      | City | Middlesex | 56 173            | 57 170            | 1,8 %                 |
| 21   | Taunton      | City | Bristol   | 55 874            | 56 069            | 0,3 %                 |
| 22   | Chicopee     | City | Hampden   | 55 298            | 55 717            | 0,8 %                 |
| 23   | Weymouth     | City | Norfolk   | 53 743            | 55 419            | 3,1 %                 |
| 24   | Revere       | City | Suffolk   | 51 755            | 53 756            | 3,9 %                 |
| 25   | Peabody      | City | Essex     | 51 251            | 52 044            | 1,5 %                 |

La municipalité de Boston était la 24e municipalité la plus peuplée des États-Unis en 2013.

### Capitale

La ville de Boston est la capitale du Massachusetts.

Boston est fondée en 1630 et devient la capitale du Massachusetts en 1632. Aux XVIIe et XVIIIe siècles, la ville s'impose comme le centre d'intérêt du Massachusetts et comme la capitale intellectuelle de la Nouvelle-Angleterre.
Boston jouera un rôle central lors de la révolution américaine,.

## Démographie

### Population

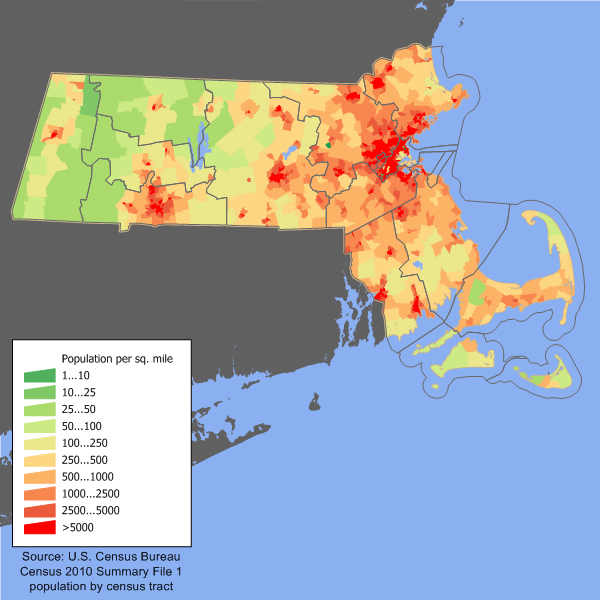
Densités de population en 2010 (en mille carré).

Le Bureau du recensement des États-Unis estime la population du Massachusetts à 6 692 824 habitants au 1er juillet 2013, soit une hausse de 2,2 % depuis le recensement des États-Unis de 2010 qui tablait la population à 6 547 629 habitants. Depuis 2010, l'État connaît la 26e croissance démographique la plus soutenue des États-Unis.
Avec 6 547 629 habitants en 2010, le Massachusetts était le 14e État le plus peuplé des États-Unis. Sa population comptait pour 2,12 % de la population du pays. Le centre démographique de l'État était localisé dans le sud du comté de Middlesex dans la ville de Natick.
Avec 324,10 hab./km2 en 2010, le Massachusetts était le 3e État le plus dense des États-Unis après le New Jersey (461,55 hab./km2) et Rhode Island (393,08 hab./km2).
Le taux d'urbains était de 92,0 % et celui de ruraux de 8,0 %. L'État comptait le 4e plus fort taux d'urbains du pays après la Californie (95,0 %), le New Jersey (94,7 %) et le Nevada (94,2 %).
En 2010, le taux de natalité s'élevait à 11,1 ‰ (10,9 ‰ en 2012) et le taux de mortalité à 8,0 ‰ (8,0 ‰ en 2012). L'indice de fécondité était de 1,67 enfant par femme (1,63 en 2012). Le taux de mortalité infantile s'élevait à 4,4 ‰ (4,2 ‰ en 2012). La population était composée de 21,67 % de personnes de moins de 18 ans, 10,35 % de personnes entre 18 et 24 ans, 26,46 % de personnes entre 25 et 44 ans, 27,73 % de personnes entre 45 et 64 ans et 13,79 % de personnes de 65 ans et plus. L'âge médian était de 39,1 ans.
Entre 2010 et 2013, l'accroissement de la population (+ 145 195) était le résultat d'une part d'un solde naturel positif (+ 63 577) avec un excédent des naissances (237 323) sur les décès (173 746), et d'autre part d'un solde migratoire positif (+ 84 872) avec un excédent des flux migratoires internationaux (+ 98 131) et un déficit des flux migratoires intérieurs (- 13 259).
Selon des estimations de 2013, 81,8 % des Massachusettais étaient nés dans un État fédéré, dont 62,1 % dans l'État du Massachusetts et 19,7 % dans un autre État (11,8 % dans le Nord-Est, 3,4 % dans le Sud, 2,6 % dans le Midwest, 1,9 % dans l'Ouest), 2,6 % étaient nés dans un territoire non incorporé ou à l'étranger avec au moins un parent américain et 15,6 % étaient nés à l'étranger de parents étrangers (35,8 % en Amérique latine, 29,2 % en Asie, 22,9 % en Europe, 8,7 % en Afrique, 3,2 % en Amérique du Nord, 0,3 % en Océanie). Parmi ces derniers, 52,5 % étaient naturalisés américain et 47,5 % étaient étrangers.
Selon des estimations de 2012 effectuées par le Pew Hispanic Center, l'État comptait 150 000 immigrés illégaux, soit 2,3 % de la population.

### Composition ethno-raciale et origines ancestrales
Selon le recensement des États-Unis de 2010, la population était composée de 80,41 % de Blancs, 6,63 % de Noirs, 5,34 % d'Asiatiques (1,88 % de Chinois, 1,18 % d'Indiens, 0,66 % de Viêts), 2,63 % de Métis, 0,29 % d'Amérindiens, 0,03 % d'Océaniens et 4,66 % de personnes n'entrant dans aucune de ces catégories.
Les Métis se décomposaient entre ceux revendiquant deux races (2,43 %), principalement blanche et noire (0,60 %), blanche et autre (0,52 %) et blanche et asiatique (0,50 %), et ceux revendiquant trois races ou plus (0,20 %).
Les non-hispaniques représentaient 90,41 % de la population avec 76,13 % de Blancs, 5,98 % de Noirs, 5,31 % d'Asiatiques, 1,87 % de Métis, 0,16 % d'Amérindiens, 0,02 % d'Océaniens et 0,94 % de personnes n'entrant dans aucune de ces catégories, tandis que les Hispaniques comptaient pour 9,59 % de la population, principalement des personnes originaires de Porto Rico (4,06 %), de la République dominicaine (1,58 %), du Salvador (0,66 %), du Mexique (0,59 %) et du Guatemala (0,50 %).
En 2010, l'État du Massachusetts avait la 10e plus forte proportion d'Asiatiques des États-Unis. A contrario, l'État avait la 7e plus faible proportion d'Amérindiens ainsi que la 9e plus faible proportion d'Océaniens des États-Unis.
L'État comptait également le 10e plus grand nombre d'Asiatiques (349 768) des États-Unis.
| Groupes                                 | 1940  | 1950  | 1960  | 1970  | 1980  | 1990  | 2000  | 2010  |
| --------------------------------------- | ----- | ----- | ----- | ----- | ----- | ----- | ----- | ----- |
| Blancs                                  | 98,63 | 98,32 | 97,56 | 96,28 | 93,48 | 89,84 | 84,54 | 80,41 |
| ———Non hispaniques                      |       |       |       |       | 92,28 | 87,76 | 81,88 | 76,13 |
| Noirs                                   | 1,28  | 1,56  | 2,17  | 3,09  | 3,86  | 4,99  | 5,41  | 6,63  |
| ———Non hispaniques                      |       |       |       |       |       |       | 5,01  | 5,98  |
| Asiatiques (et Océaniens jusqu'en 1990) | 0,07  | 0,09  | 0,18  | 0,39  | 0,86  | 2,38  | 3,75  | 5,34  |
| ———Non hispaniques                      |       |       |       |       |       |       | 3,73  | 5,31  |
| Autres                                  | 0,02  | 0,03  | 0,09  | 0,24  | 1,80  | 2,79  | 6,30  | 7,62  |
| ———Non hispaniques                      |       |       |       |       |       |       | 2,63  | 2,99  |
| Hispaniques (toutes races confondues)   |       |       |       |       | 2,46  | 4,78  | 6,75  | 9,59  |

En 2013, le Bureau du recensement des États-Unis estime la part des non hispaniques à 89,5 %, dont 74,6 % de Blancs, 6,4 % de Noirs, 5,8 % d'Asiatiques et 2,0 % de Métis, et celle des Hispaniques à 10,5 %.
En 2000, les Massachusettais s'identifiaient principalement comme étant d'origine irlandaise (22,5 %), italienne (13,6 %), anglaise (11,4 %), française (8,0 %), allemande (5,9 %), polonaise (5,1 %), canadienne-française (4,9 %), portugaise (4,4 %), américaine (3,9 %) et portoricaine (3,1 %).
En 2000, l'État avait la plus forte proportion de personnes d'origine irlandaise, la 2e plus forte proportion de personnes d'origine portugaise, la 5e plus forte proportion de personnes d'origine italienne, la 6e plus forte proportion de personnes d'origine française et la 9e plus forte proportion de personnes d'origine polonaise.
L'État abrite la 7e communauté juive des États-Unis. Selon le North American Jewish Data Bank, l'État comptait 277 980 Juifs en 2013 (267 440 en 1971), soit 4,2 % de la population de l'État et 4,1 % de la population juive américaine. Ils se concentraient principalement dans les agglomérations de Boston-Cambridge-Newton (233 300), Worcester (14 300), Springfield (13 100), Providence-Warwick (7 600), Pittsfield (4 300) et Barnstable Town (3 250). Ils constituaient une part significative de la population dans les comtés du Grand Boston tels que les comtés de Norfolk (9,5 %), Middlesex (7,6 %), Suffolk (3,7 %) et Essex (3,0 %) ainsi que dans les comtés de Nantucket (4,9 %) et Berkshire (3,3 %).
Les Hispaniques étaient principalement originaires de Porto Rico (42,4 %), de la République dominicaine (16,5 %), du Salvador (6,9 %), du Mexique (6,1 %), du Guatemala (5,2 %) et de la Colombie (3,8 %). Composée à 44,7 % de Blancs, 7,9 % de Métis, 6,8 % de Noirs, 1,3 % d'Amérindiens, 0,4 % d'Asiatiques, 0,1 % d'Océaniens et 38,8 % de personnes n'entrant dans aucune de ces catégories, la population hispanique représentait 42,8 % des Amérindiens, 34,0 % des Océaniens, 29,0 % des Métis, 9,8 % des Noirs, 5,3 % des Blancs, 0,6 % des Asiatiques et 79,8 % des personnes n'entrant dans aucune de ces catégories.
L'État avait la 4e plus forte proportion de personnes originaires de la République dominicaine (1,58 %), la 5e plus forte proportion de personnes originaires de Porto Rico (4,06 %), les 6e plus fortes proportions de personnes originaires du Guatemala (0,50 %) et de la Colombie (0,36 %), la 7e plus forte proportion de personnes originaires du Salvador (0,66 %), la 8e plus forte proportion de personnes originaires de l'Équateur (0,12 %) ainsi que la 10e plus forte proportion de personnes originaires du Honduras (0,19 %).
L'État comptait également le 4e plus grand nombre de personnes originaires de la République dominicaine (103 292), le 5e plus grand nombre de personnes originaires de Porto Rico (266 125), le 7e plus grand nombre de personnes originaires de la Colombie (23 843), le 8e plus grand nombre de personnes originaires du Salvador (43 400), les 9e plus grands nombres de personnes originaires du Venezuela (3 982) et du Costa Rica (2 951) ainsi que les 10e plus grands nombres de personnes originaires du Guatemala (32 812), de l'Équateur (7 592) et de la Bolivie (1 401).
Les Asiatiques s'identifiaient principalement comme étant Chinois (35,2 %), Indiens (22,1 %), Viêts (12,3 %), Cambodgiens (7,3 %), Coréens (6,9 %) et Philippins (3,5 %).
L'État avait la 2e plus forte proportion de Cambodgiens (0,39 %), la 4e plus forte proportion de Chinois (1,88 %), la 7e plus forte proportion de Viêts (0,66 %) et la 9e plus forte proportion d'Indiens (1,18 %).
L'État comptait également le 2e plus grand nombre de Cambodgiens (25 387), le 5e plus grand nombre de Chinois (134 442), le 7e plus grand nombre de Viêts (42 915) et le 10e plus grand nombre de Thaïs (3 529).
Les Métis se décomposaient entre ceux revendiquant deux races (92,5 %), principalement blanche et noire (22,7 %), blanche et autre (20,0 %), blanche et asiatique (18,9 %), noire et autre (9,5 %) et blanche et amérindienne (9,4 %), et ceux revendiquant trois races ou plus (7,5 %).

### Religions
| Religion                    | Massachusetts | États-Unis |
| --------------------------- | ------------- | ---------- |
| Catholicisme                | 34            | 20,8       |
| Non-affiliés                | 20            | 15,8       |
| Protestantisme traditionnel | 10            | 14,7       |
| Protestantisme évangélique  | 9             | 25,4       |
| Agnosticisme                | 7             | 4,0        |
| Athéisme                    | 5             | 3,1        |
| Judaïsme                    | 3             | 1,9        |
| Églises afro-américaines    | 2             | 6,5        |
| Autres                      | 10            | 7,8        |

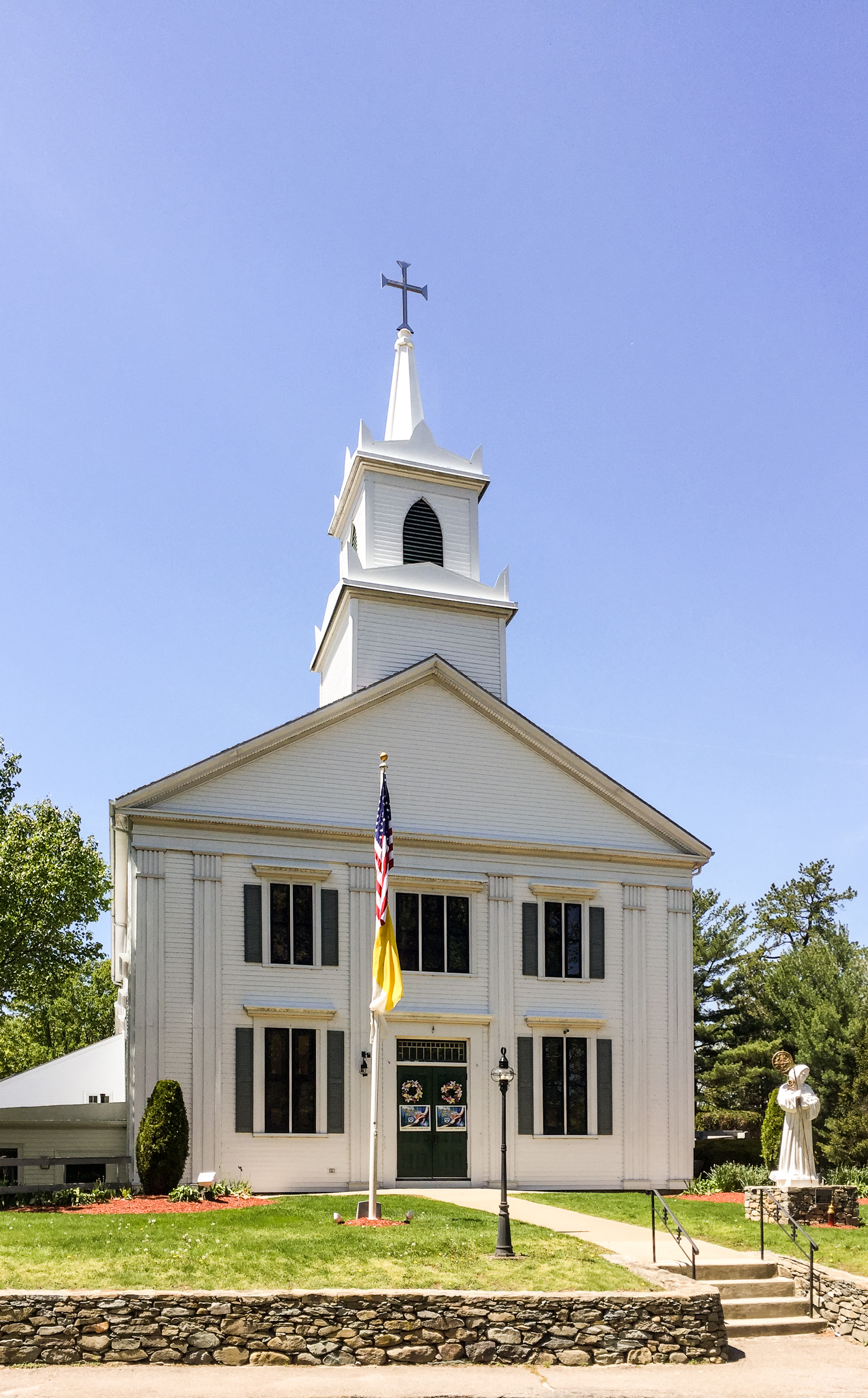
L'église catholique St. Bernard's située à Assonet au Massachusetts.

Selon l'institut de sondage The Gallup Organization, en 2015, 27 % des habitants du Massachusetts se considèrent comme « très religieux » (40 % au niveau national), 28 % comme « modérément religieux » (29 % au niveau national) et 46 % comme « non religieux » (31 % au niveau national).

### Langues
| Langue          | 1980    | 1990    | 2000    | 2010    | 2017    |
| --------------- | ------- | ------- | ------- | ------- | ------- |
| Anglais         | 86,95 % | 84,80 % | 81,28 % | 78,93 % | 76,88 % |
| Français        | 2,50 %  | 1,95 %  | 1,41 %  | 1,11 %  | 0,85 %  |
| Créole français | 2,50 %  | 0,27 %  | 0,73 %  | 0,89 %  | 1,21 %  |
| Portugais       | 2,21 %  | 2,38 %  | 2,68 %  | 2,97 %  | 2,88 %  |
| Espagnol        | 2,01 %  | 4,07 %  | 6,22 %  | 7,50 %  | 8,78 %  |
| Italien         | 1,98 %  | 1,46 %  | 1,00 %  | 0,72 %  | 0,51 %  |
| Polonais        | 0,92 %  | 0,67 %  | 0,46 %  | 0,36 %  | 0,26 %  |
| Grec            | 0,66 %  | 0,59 %  | 0,48 %  | 0,41 %  | 0,36 %  |
| Langue chinoise | 0,39 %  | 0,75 %  | 1,17 %  | 1,58 %  | 2,01 %  |
| Russe           | 0,10 %  | 0,22 %  | 0,55 %  | 0,62 %  | 0,61 %  |
| Vietnamien      | 0,04 %  | 0,23 %  | 0,51 %  | 0,58 %  | 0,63 %  |
| Arabe           | 0,16 %  | 0,23 %  | 0,31 %  | 0,38 %  | 0,52 %  |
| Autres          | 2,07 %  | 2,38 %  | 3,18 %  | 3,95 %  | 4,49 %  |

## Aires protégées

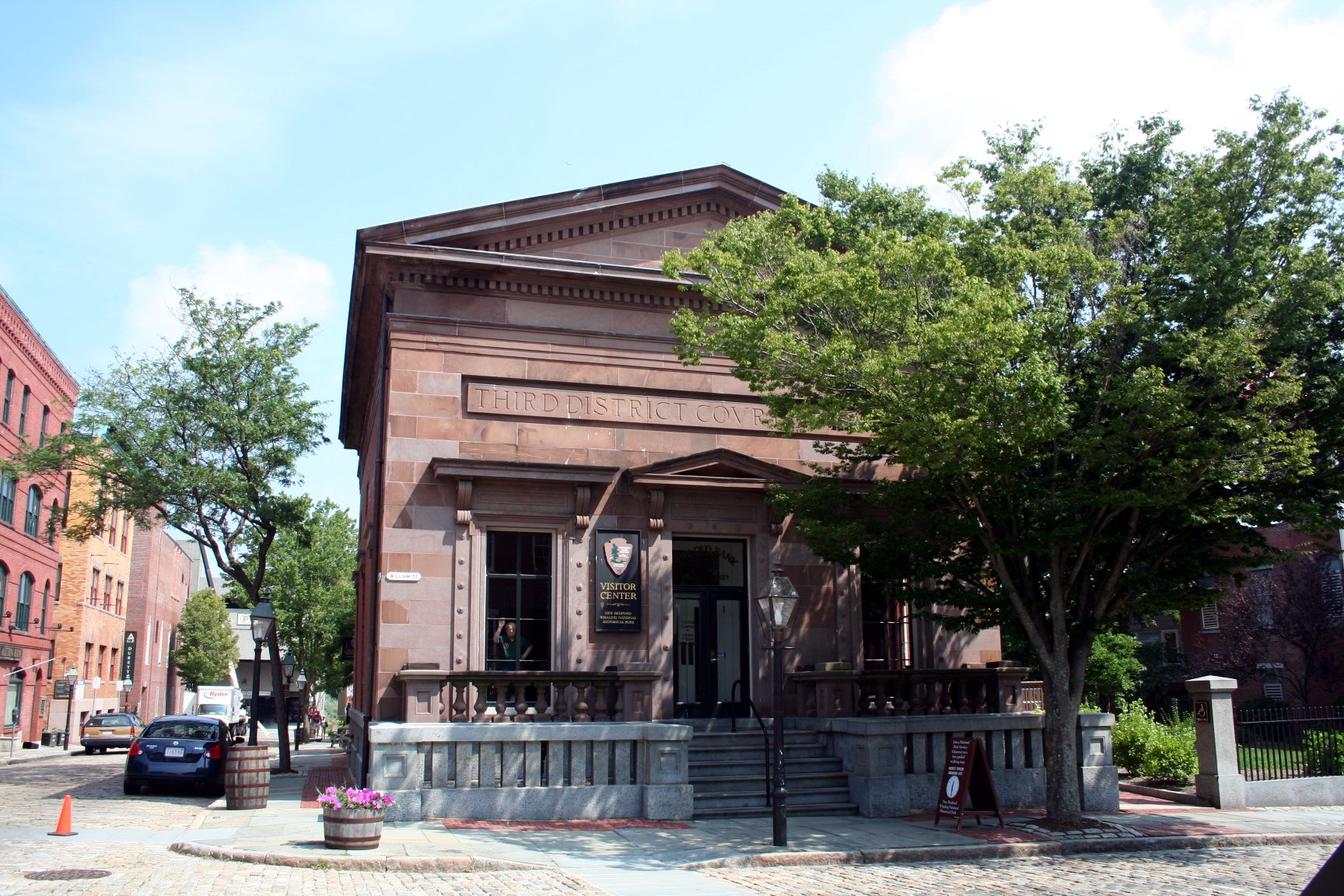
Le parc national New Bedford Whaling.

On trouve 21 aires protégées gérées par le National Park Service dans le Massachusetts :
- Adams National Historical Park : un parc national historique
- Sentier des Appalaches : un sentier panoramique national
- Blackstone River Valley National Historical Park: un parc national historique
- Boston National Historical Park : un parc national historique
- Boston African American National Historic Site : un site national historique
- Boston Harbor Islands National Recreation Area (en) : une zone récréative nationale
- Cape Cod National Seashore : un site de bords de mer national
- Essex National Heritage Area (en) : un site d'héritage national
- Frederick Law Olmsted National Historic Site : un site historique national
- John Fitzgerald Kennedy National Historic Site : un site national historique
- Blackstone River Valley National Heritage Corridor (en) : un corridor d'héritage national
- Longfellow House-Washington's Headquarters National Historic Site : un site national historique
- Lowell National Historical Park (en) : un parc national historique
- Minute Man National Historical Park : un parc national historique
- New Bedford Whaling Museum (en) : un parc national historique
- New England Trail : un sentier panoramique national
- Salem Maritime National Historic Site : un site national historique
- Saugus Iron Works National Historic Site (en) : un site national historique
- Springfield Armory : un site national historique
- Last Green Valley National Heritage Corridor (en) : un corridor d'héritage national
- Washington–Rochambeau Revolutionary Route (en) : un sentier historique national.

## Politique
Le Massachusetts, symbole de l'État progressiste de la côte, est vilipendé par les conservateurs de l'Ouest, du centre et du Sud. Archétype du progressisme, le Massachusetts est le bastion de la famille Kennedy et du Parti démocrate.

### Tradition politique
Le sociétalisme du Massachusetts est aussi ancien que son puritanisme.
Fer de lance de la lutte pour l'indépendance au XVIIIe siècle, il est le premier État à abolir l'esclavage et à promouvoir son abolition au niveau national. Il fut le bastion des républicains progressistes au XIXe siècle quand le Parti démocrate était encore dominé par les ségrégationnistes du Sud.
Aujourd'hui l'État du Massachusetts est un des États les plus progressistes des États-Unis. Le Parti démocrate domine la vie politique de l'État et les deux chambres de sa législature : les neuf représentants des États-Unis pour le Massachusetts sont tous démocrates et les deux sénateurs de l'État sont aussi démocrates. Aux élections présidentielles, l'État vote démocrate sans interruption depuis 1988. 
Si 51 % des habitants du Massachusetts se déclarent indépendants en 2009, ils sont 13 % à se revendiquer républicains.

### Politique fédérale

#### Bastion démocrate aux présidentielles

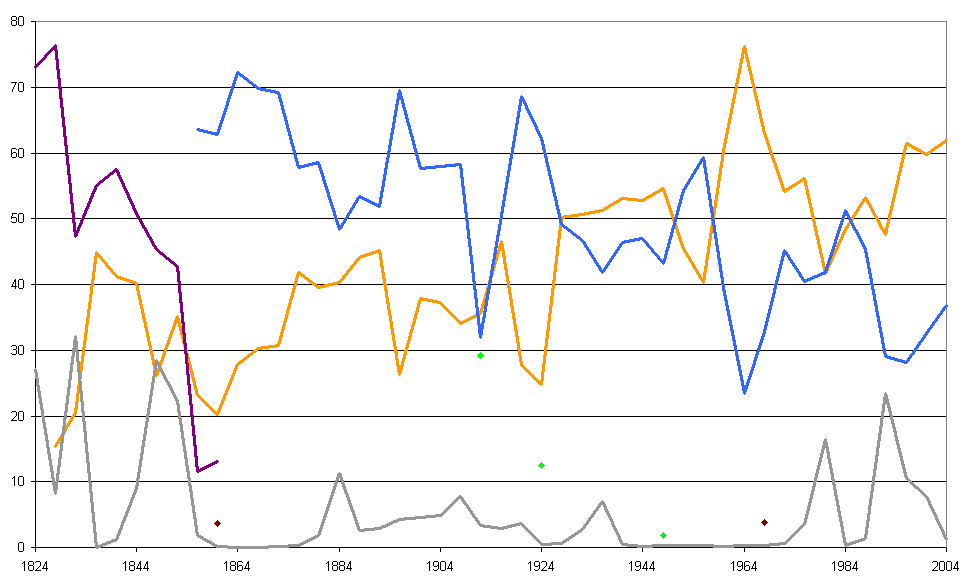
Parti whig (violet), Parti républicain (bleu), Parti démocrate.

Le Massachusetts a très longtemps été comme les autres États de Nouvelle-Angleterre un bastion whig, puis républicain. Cependant, il fut en 1928 le seul État en dehors du Deep South et de Rhode Island à voter pour le candidat démocrate Al Smith, largement battu au niveau national. Le Massachusetts est depuis lors un bastion du Parti démocrate, contrairement au reste de la Nouvelle-Angleterre qui ne le devint qu'après 1992.
Depuis l'élection présidentielle de 1960, trois élus du Massachusetts ont postulé aux élections présidentielles : John Fitzgerald Kennedy élu en 1960, Michael Dukakis, candidat en 1988 et John Kerry, candidat en 2004.
Lors de l’élection présidentielle de 2004, le Parti démocrate tint sa convention nationale à Boston, capitale de l'État, s'attirant cette remarque ironique de Dick Armey, le chef de la majorité républicaine à la Chambre des représentants des États-Unis : « si j'étais un démocrate, je me sentirai effectivement plus à l'aise à Boston que, dirais-je, en Amérique » (« If I were a Democrat, I suspect I'd feel a heck of a lot more comfortable in Boston than, say, America »).
Le président George W. Bush lui-même ironisa sur les origines de son adversaire démocrate John Kerry : « Mon adversaire dit qu'il a un bon contact (avec les habitants) de l'ouest, mais je me demande si quelquefois il ne parle pas de l'ouest du Massachusetts » (« My opponent says he's in touch with the West, but sometimes I think he means Western Massachusetts. »).
Le 2 novembre 2004, John Kerry a obtenu 61,94 % des voix contre 36,78 % à George W. Bush, réélu sur le plan national.
Aucun républicain ne l'a remporté dans l'État depuis Ronald Reagan avec 51,22 % en 1984 (vainqueur également avec 41,90 % en 1980, Reagan l'emporte cependant face à une opposition désunie, entre Jimmy Carter, qui obtient 41,75 % et John Anderson, qui obtient 15,15 %).
Si l'État avait plutôt penché vers les candidats républicains jusqu'en 1924, il opte pour les Démocrates de 1928 à 1948 puis de 1960 à 1976. En 1972, le Massachusetts est le seul État à voter pour le ticket démocrate dont le candidat à la vice-présidence est Sargent Shriver, lié à la famille Kennedy.
Lors de l'élection présidentielle 2016, le Massachusetts a majoritairement voté pour Hillary Clinton avec 60 % des voix. Le président élu, Donald Trump n'a récolté que 32,8 % des voix.

#### Représentation fédérale
Au niveau fédéral, lors de la session 2017-2019, les dix élus du Massachusetts à la Chambre des représentants des États-Unis sont tous démocrates.
Les deux sénateurs de l'État étaient le démocrate John Kerry et le républicain Scott Brown. Ce dernier, soutenu par le mouvement des Tea Party avait remporté le 19 janvier 2010, avec près de 52 % des voix, le siège longtemps détenu par le démocrate Ted Kennedy et mort en cours de mandat. L'élection partielle organisée pour désigner celui qui devait terminer son mandat avait opposé Brown contre Martha Coakley, secrétaire démocrate à la Justice de l'état. Il s'agissait alors de la première victoire depuis 1972 d'un candidat républicain au Sénat des États-Unis pour y représenter le Massachusetts. Scott Brown est cependant largement battu au renouvellement suivant, en 2012, par la démocrate Elizabeth Warren. En effet, actuellement[C'est-à-dire ?] les deux Sénateurs du Massachusetts sont Elizabeth Warren et Edward Markey.

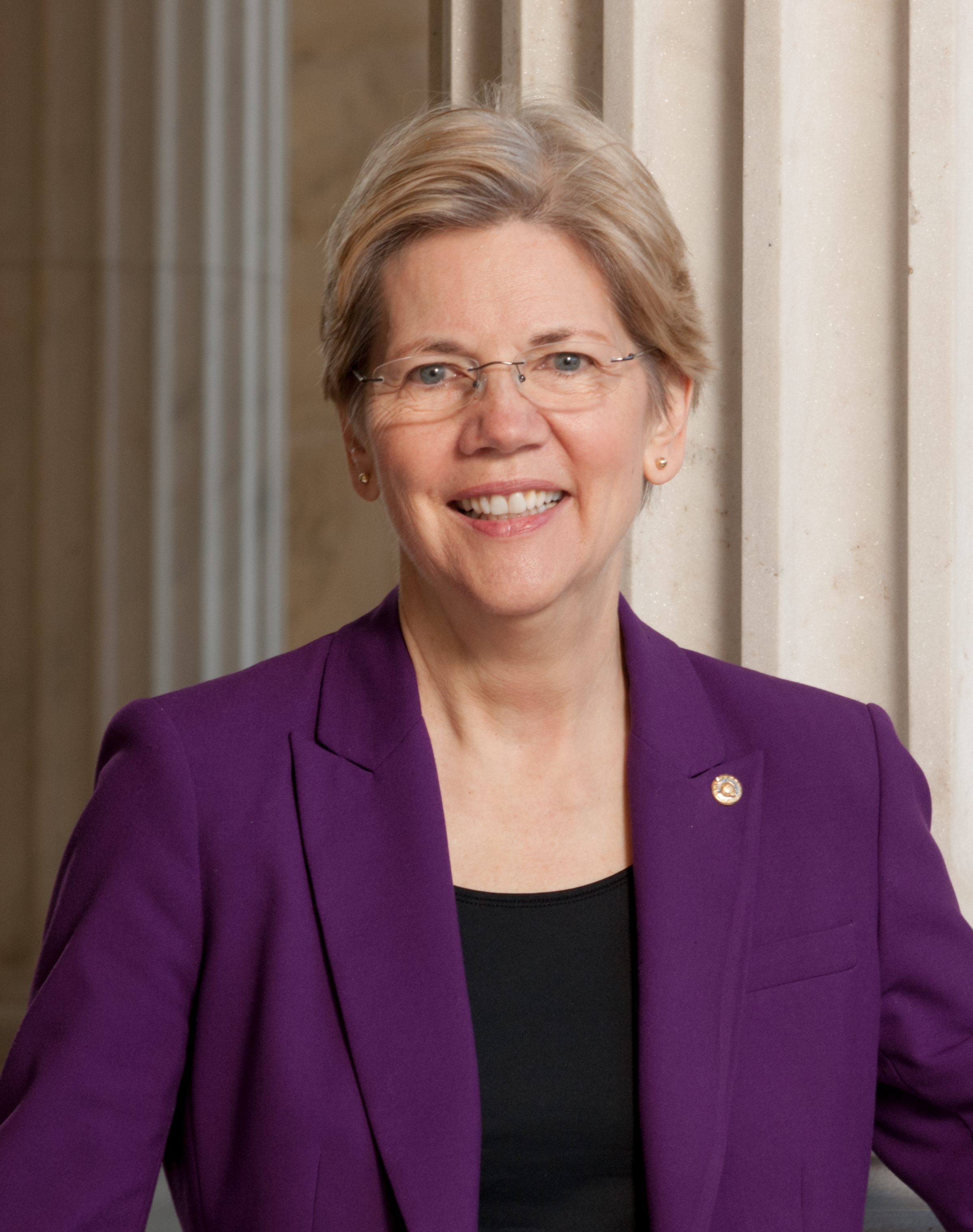
Elizabeth Warren, sénatrice depuis 2013.
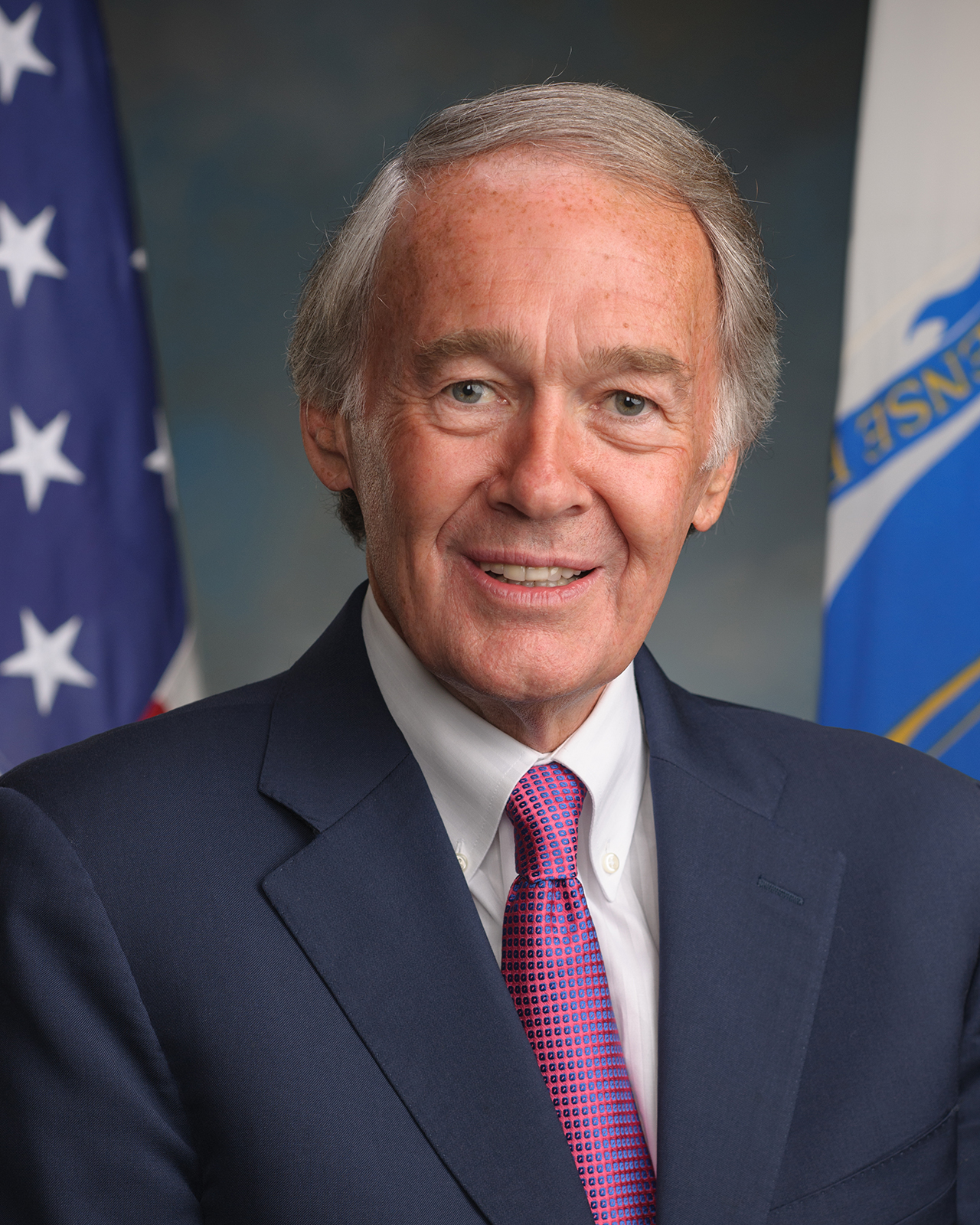
Ed Markey, sénateur depuis 2013.

### Politique locale

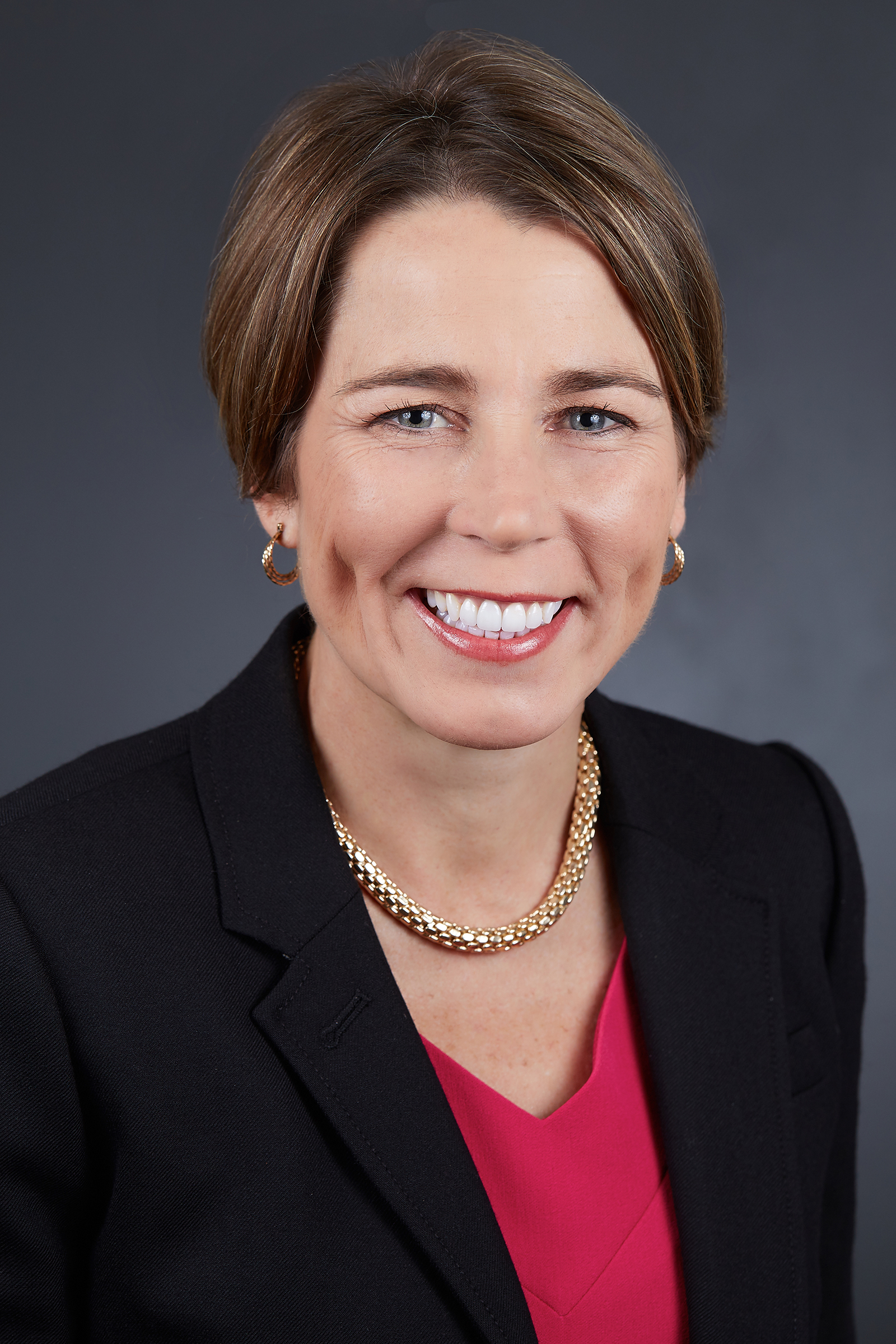
Maura Healey, gouverneure depuis le 5 janvier 2023.

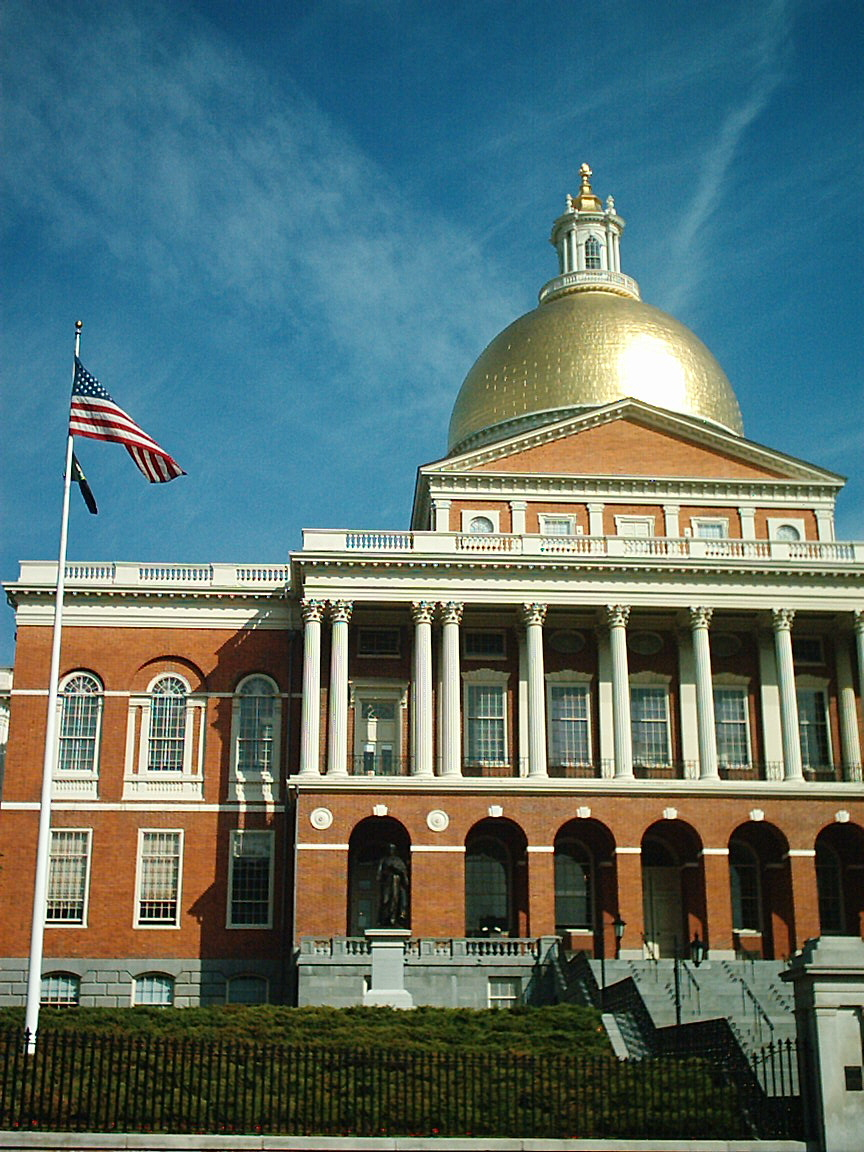
La Massachusetts State House, à Boston, siège de la législature d'État.

Les républicains ne sont pas totalement écartés de la représentation de l'État puisque le poste de gouverneur du Massachusetts a été continuellement détenu par un républicain de 1991 à 2007 et de 2015 à 2023. Cependant, tous ces gouverneurs républicains que furent William Weld, Paul Cellucci, Jane Swift, Mitt Romney et Charlie Baker représentaient l'aile centriste et modérée du parti.
Lors des élections pour le poste de gouverneur, en novembre 2006, le lieutenant-gouverneur du Massachusetts (en) républicain sortant Kerry Healey fut battu avec 35 % des suffrages par le démocrate Deval Patrick (56 %). Celui-ci est alors devenu le second gouverneur noir des États-Unis.
Le pouvoir législatif est détenu par la Cour générale du Massachusetts qui se compose d'une Chambre des représentants et d'un Sénat. La Chambre des représentants est composée de 160 élus et le Sénat de 40 membres.
Au niveau local, la législature étatique (Cour générale du Massachusetts) est dominée par le Parti démocrate. Lors de la session 2017-2017, la Chambre des représentants du Massachusetts de 160 membres comprend 122 démocrates tandis que le Sénat du Massachusetts de 40 membres compte 33 démocrates et sept républicains. Depuis janvier 2007, les démocrates dominent totalement l'État, quel que soit le niveau de responsabilité (gouverneur, Congrès local, municipalité), laissant aux républicains quelques postes d'élus locaux. Le Massachusetts correspond alors à l'archétype de l'État à parti unique sous contrôle démocrate comme l'avaient été autrefois les États du sud.

#### Législations
En 2006, l'État du Massachusetts a institué une couverture maladie universelle qui contraint chacun à souscrire une assurance, alors que les plus pauvres reçoivent une aide. Au début de l'année 2008, sur une population d'environ 600 000 personnes qui n'avaient pas d'assurance maladie, environ 340 000 sont désormais couverts.
Par le référendum du 4 novembre 2008, le Massachusetts dépénalise la marijuana.
Le Massachusetts compte parmi les 15 États des États-Unis qui n'appliquent pas la peine de mort (bien que non formellement abolie dans cet État).
À la suite d'une décision de la Cour suprême de l'État en novembre 2003, le Massachusetts devient le premier État à légaliser le mariage entre personnes de même sexe le 17 mai 2004. Fin juin 2015, la Cour Suprême décide (Obergefell v. Hodges) que les couples homosexuels peuvent se marier dans l'ensemble du pays.
En 2019, l'État du Massachusetts est le premier État des États-Unis à voter une loi interdisant la vente de cigarettes au menthol, interdiction en vigueur à partir du 1er juin 2020.

## Économie
Le Bureau de l'analyse économique estime que le produit brut de l'État en 2004 était de 318 milliards de dollars. Le revenu personnel moyen par personne en 2004 était de 42 102 dollars par an, soit le deuxième plus élevé après celui du Connecticut.
Les exportations agricoles consistent en fruits de mer, en produits laitiers, en canneberges et en légumes. Les exportations industrielles sont la machinerie, l'équipement électrique, les instruments scientifiques, la typographie et l'édition. Grâce à la coopérative Ocean Spray, le Massachusetts est le second plus grand État producteur de canneberges, après le Wisconsin. 
D'autres secteurs qui sont d'importance vitale à l'économie de Massachusetts sont les études supérieures, les soins de santé, les services financiers et le tourisme. Dans le domaine de la biotechnologie, à la suite d'importants investissements depuis la fin des années 2000, elle a dépassé San Francisco dans ce domaine et, en 2019, a plus de 113 000 emplois dans ce secteur. Kendall Square (en) a Cambridge (Massachusetts)
, qui a été labellisé "le kilomètre carré le plus innovant de la planète", compte a cette date 25 entreprises et institutions de recherche dans le domaine des biotechnologies et des sciences de la vie.
Le Massachusetts se classe près du bas de l'échelle - 47e au niveau national en 2019 - pour les temps de trajet et la qualité des routes. Ce qui a poussé les entreprises à demander une remise à niveau des transports publics.
La Chambre de commerce du Massachusetts a pour objectifs d'être une ressource pour les autres chambres et les entreprises en effectuant des recherches sur les lois pertinentes, en partageant des mises à jour sur les meilleures initiatives, en hébergeant des réseaux clés et des événements de formation et en assurant enfin le lobbying et la représentation législative.

## Culture
La culture du Massachusetts est un mélange reflétant les racines de la culture des « Yankees » néo-anglais et des autres groupes d’immigrés. Les Irlandais en particulier ont eu une grande influence sur la culture de l’État et la ville de Boston ; Boston accueille un des plus célèbres défilés de la Saint-Patrick du monde (un festival irlandais traditionnel tenu le 17 mars) ; et l’équipe régionale de basket-ball est connue comme les « Celtics ». De même, les descendants Canadiens forment la troisième communauté en importance et en proportion dans l'État. Ils représentent le plus grand nombre de Franco-Américains en Nouvelle-Angleterre. Ils se concentrent surtout dans les villes de Lowell, d'où vient Jack Kerouac, Springfield, Fall River, et Salem. Les Italiens, Portugais et Chinois ont aussi influencé la culture de l’État.
En outre, les événements de la guerre d'Indépendance continuent à affecter la culture du Massachusetts. L’État célèbre l'« Evacuation Day » (Le Jour de l’évacuation) et le « Patriot’s Day » (Le Jour des patriotes) en mémoire de l’histoire de la région.
Tous les 4 juillet, Boston organise une célébration renommée du jour d’Indépendance. Les feux d’artifice et un concert se produisent sur le rivage du fleuve Charles pendant ce festival.
La tarte à la crème de Boston est le dessert officiel du Massachusetts, déclaré comme tel le 12 décembre 1996.

### Musées

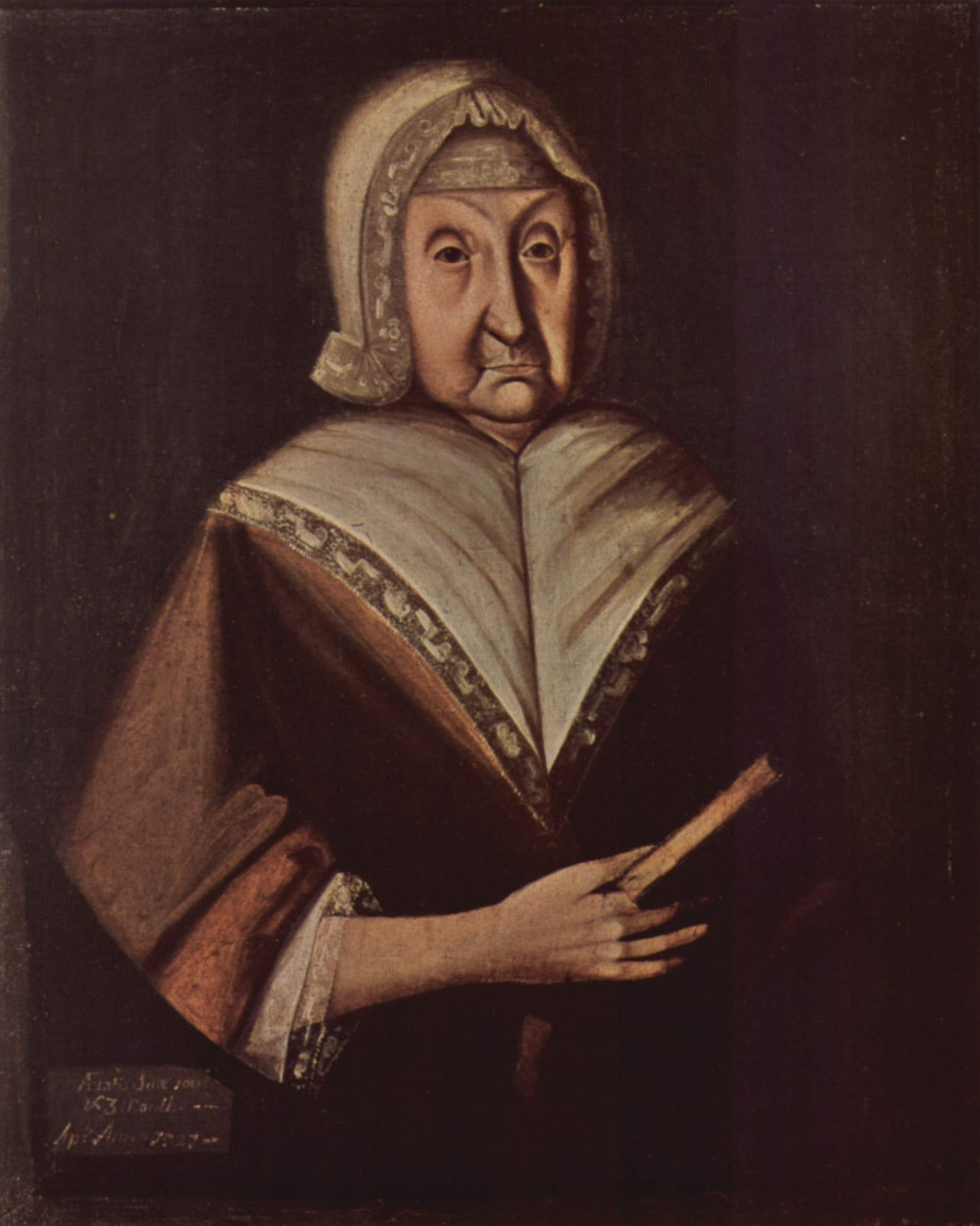
Anne Polland, peintre américaine de 1720, Massachusetts Historical Society

- Musée des beaux-arts de Boston (Museum of Fine Arts, Boston)
- Musée de la science (Museum of Science, Boston)
- Plimoth Plantation
- Old Sturbridge Village (en)
- Clark Art Institute
- Institut d'art contemporain de Boston
- New Bedford Whaling Museum (en)
- Peabody Essex Museum
- Musée Isabella Stewart Gardner
- John F. Kennedy Presidential Library and Museum
- Fogg Art Museum

### Éducation et universités

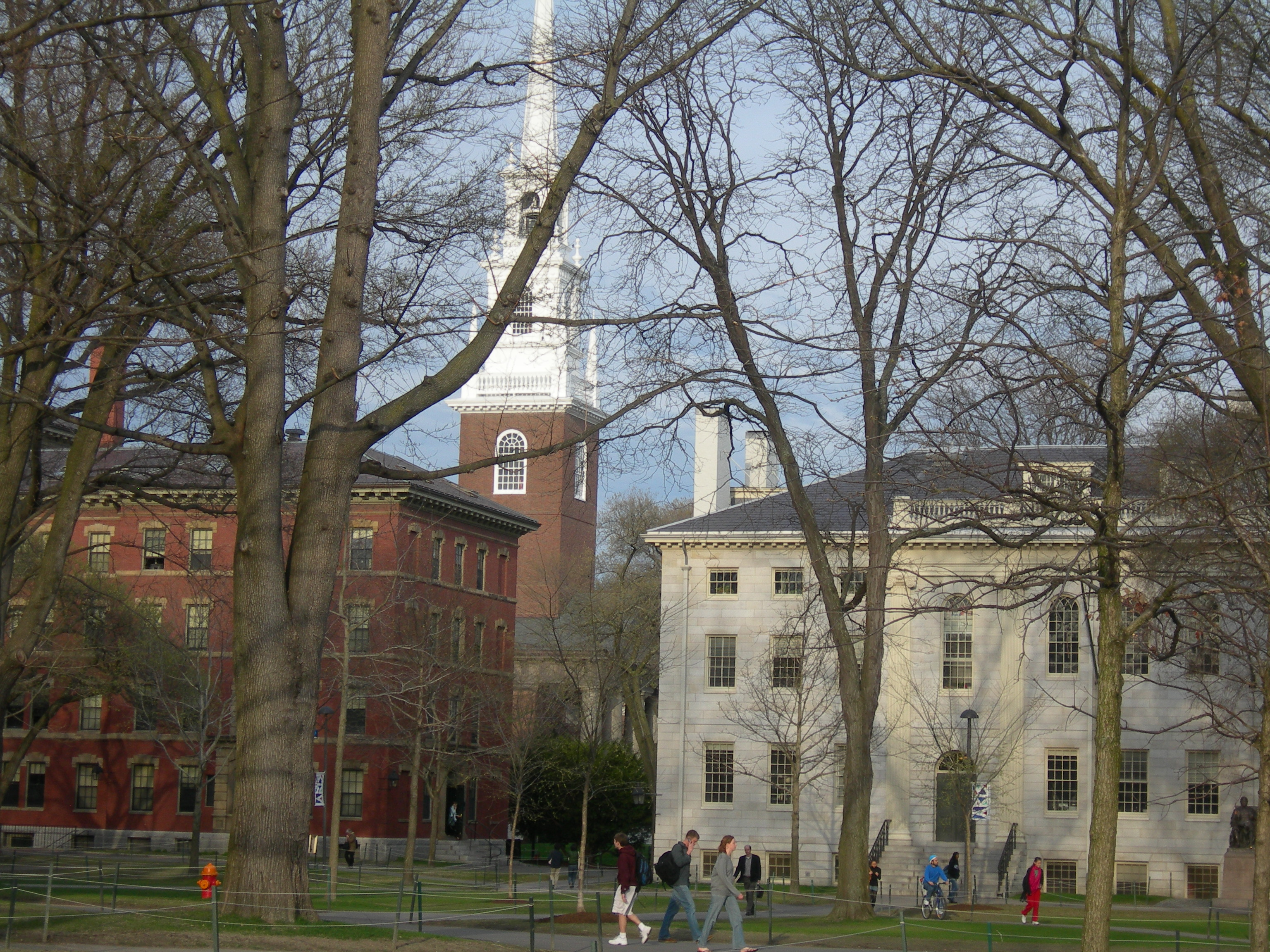
Harvard Yard à Cambridge

Il y a un grand nombre d'universités dans les villes de la zone métropolitaine de Boston, dont l’université Harvard et le Massachusetts Institute of Technology (MIT).
D'autres universités du Massachusetts :
- Amherst College
- Boston College
- Université de Boston
- Harvard Business School
- Faculté de droit de Harvard
- Université du Massachusetts
- Université du Nord-Est
- Smith College
- Université Tufts
- Williams College
- Wellesley College

### Sports
- Celtics de Boston (NBA) - équipe détenant le plus de titres de Champions NBA (18).
- Red Sox de Boston (MLB) - Champion des Séries mondiales (World Series) (8) en 1903, 1912, 1915, 1916, 1918, 2004, 2007 et 2013.
- Bruins de Boston (NHL) - Champion de la Coupe Stanley (6) en 1929, 1939, 1941, 1970, 1972 et 2011.
- Patriots de la Nouvelle-Angleterre (NFL) - Vainqueurs du Super Bowl (6) en 2001, 2003, 2004, 2015, 2016 et 2018.
- Revolution de la Nouvelle-Angleterre (MLS).
- Eagles de Boston College (NCAA).
- Le catcheur professionnel de la WWE John Cena est né à West Newbury, dans le Massachusetts.